# MUTEKING THE Dancing HERO
『MUTEKING THE Dancing HERO』（ムテキング・ザ・ダンシング・ヒーロー）は、タツノコプロ原作の『とんでも戦士ムテキング』をリブートしたテレビアニメ。2021年10月から12月までテレビ大阪ほかにて放送された。
タツノコプロと手塚プロダクションが初めてタッグを組んで制作する作品でもある。主人公・ムテキ役の声優は、ホリプロインターナショナル主催の一般公募オーディションで選ばれた真白健太朗が担当する。

## あらすじ
この物語は、自由かつ陽気、そして海沿いの街、ネオ・サンフランシスコが舞台。その街に引っ越してきたムテキは、DJを自称する男と出会う。DJは、ムテキを「ムテキング」と呼ばれるダンシングヒーローに変身させる。突然現れたモンスターから街を救おうと、2人は歌とダンスで立ち向かおうとしていたが、裏側では想像を絶する、人類たちの危機が迫りくることになるのだった。

## 登場人物

### 主要人物
ムテキ
声 - 真白健太朗、木戸衣吹（少年）
本作の主人公である、優しい心とダンスの才能を持つ少年。4歳のときまでネオ・サンフランシスコで暮らしていたが、両親が離婚し母親に引き取られて以来、ネオ・オオサカで暮らしていた。それから年月が経ち、急に母から祖母サラの家に行くように言われ、再びネオ・サンフランシスコに引っ越したところから物語が始まる。
引っ越したその日に、オクティンク社が開催するフェスで人々の黒墨化とモンスターに初遭遇し、少し前に出会っていたDJによって事態も飲み込めぬままムテキングに変身させられ、モンスターを浄化し人々を救った。その後もオクティンク社のイベントや施設を訪れるたびにモンスターに遭遇し、ムテキングに変身して戦うことが定番化する。
当初は派手な衣装を着て、歌い踊ることに抵抗があったが、ネオ・サンフランシスコの生活に馴染むにつれて皆を守りたいと思うようになり、変身して戦うことにも乗り気になっていく。ネオ・サンフランシスコの人々からも存在を認知されて人気者となっていき、7話以降はCMや番組にも引っ張りだことなり、ムテキングに変身したまま街中に現れマスクを外して自ら正体を明かすようにまでなった。
5話でモンスターに敗北したことから対抗策としてDJと新曲の制作に臨むも、その最中に些細なことがきっかけとなりコンビ解消の危機に陥る。その後ヴィヴィのアドバイスから結束を固め新曲「Super Hyper MUTEKI Buddy」を完成させ、モンスターを浄化することができた。
喫茶店・ダイナーの店員アイダさんに一目惚れして頻繁に店に通っており、一緒に遊園地に行ったりするなど次第に距離を縮めていく。8話ではデートの最後に告白してOKを貰うが、直後にオクティンク社による本格的なネオ・サンフランシスコの暗黒化が始まってしまい、ダイナーは崩壊しアイダさんもDJも姿を消してしまう。二人がオクティンク社に拐われたと聞き、単身で乗り込むも、対峙したセオからDJやアイダさんの正体を聞かされた上に、二人が自分のもとを去りセオの命令で世界の暗黒化を始めたことで絶望し、オーロラの歌に取り込まれ黒墨と化してしまう。しかし、洗脳から解けたDJの呼びかけで復活し、彼との友情の力でアイダさんをセオの呪縛より開放する。その後、セオの手にかかってアイダさんを失うも、DJとともにセオに挑んで勝利し、ネオ・サンフランシスコのみならず全世界を救った。敗北したセオにも手を差し伸べ、浄化・改心させている。最終決戦後のエピローグでは、元に戻ったダイナーを訪れてアイダさんと瓜二つのウェイトレスが出したクリームソーダを楽しみつつ、ネオ・サンフランシスコでの生活の素晴らしさを噛みしめている場面で物語は幕を閉じる。
幼少時代にDJと出会っており、いじめられていた彼を庇ったことが2人の友情の原点となっている。
祖母のサラが「パパの形見」として所持しているバッジが、前作『ムテキング』の主人公・遊木リンが持っていたものと同じデザインであり、明示されていないが先代ムテキングの曾孫であることが示唆されている。
ムテキング
DJが「でっかいラジカセ」から流す音楽の力でムテキが変身したダンシング・ヒーロー。音楽を通じて熱い魂（ソウル）を秘めた善ダコ細胞がムテキに送られ、血管を走ってハートに達し最高のビートを刻むことで「フィーバー！」と叫んで変身する。変身とともにイメージ空間を作り出し、音楽に合わせて踊ることで発するダンスパワーによりモンスターを浄化して、黒墨化された人々を元に戻すことができる。これはオーロラの歌による暗黒化とは逆の作用だが、いずれも異星人・オクティアンの力を利用したものである。
1～4話ではオーロラの歌によって現れたモンスターを倒し人々を救ったが、5話でオーロラのパフォーマンスがパワーアップしたことで強化されたモンスターに初めて敗北。6話ではDJが持つ「でっかいラジカセ」を使って単身で変身するも、ダンスがうまく踊れずオーロラに圧倒されピンチに陥ったが、7話でDJとともに完成させた新曲の力でパワーアップしてモンスターに勝利。新曲完成後は曲を録音した「レッドメタルテープ」と携帯型プレイヤー「ミュージックマン」をDJより渡され単身での変身・浄化が可能となり、それ以降はモンスター相手に負けることはなかった。
最終決戦では、ムテキがオクティンク本社に向かう途中に「レッドメタルテープ」も「ミュージックマン」も壊れ、セオとの激しい戦いの中で「でっかいラジカセ」も破壊されて変身不能の窮地に立たされるが、ヴィヴィから託されたミラーボールの力で後述のミラー・ムテキングへ変身し、逆転勝利する。
ミラー・ムテキング
ヴィヴィより託されたミラーボールの力でムテキとDJが融合して誕生した最強のムテキング。
全身がミラーボールのように輝いており、ムテキとDJのそれぞれがミラー・ムテキングとして行動することも可能で、強力なダンスパワーでムテキング・ブラックを圧倒した。また、他者の精神に干渉するイメージ空間を作り出す能力も持つ。
DJ
声 - 江口拓也、延次莉衣奈（少年）
赤いドレッドヘアが特徴の若者。ヘッドホンとサンバイザーと黄色いゴーグルを身に着け、セグウェイにも変形する「でっかいラジカセ」をいつも担いでいる。常にノリで生きるハイテンションな性格で、引っ越してきたばかりのムテキに近づき強引に友人関係を結ぶ。ムテキの祖母のサラとは以前から親しく、彼女の家に住んでいる。ネオ・サンフランシスコを愛しており、オクティンク社の支配から街を守るため、「でっかいラジカセ」から発した曲でムテキをムテキングに変身させて戦う。街中に現れたモンスターをムテキングと一緒に「浄化」している間、ピンク色のタコ型宇宙人「タコDJ」となり、ターンテーブルを操作したりムテキングと一緒にダンスをしている。
本名などの素性が不明な謎の多い人物だが、実は異星人であるオクティアンの血を引いており、それが原因で両親からは捨てられ周囲の子供たちに「タコ」呼ばわりされいじめられていた過去を持つ。
アイダさんとは顔を合わせればいい雰囲気になるがDJ本人は何とも思っておらず、また彼女の正体にも感づいていたようである。
第8話でセオに捕まり黒墨を飲まされた上、迫害されていた過去の記憶と人間への憎悪を呼び起こされて洗脳されてしまう。救出に来たムテキにもコンビ解消を言い渡し、オーロラとのコンビで世界の暗黒化を進めようとするが、ヴィヴィによって洗脳を解かれムテキとの記憶を取り戻し、再びコンビを組みセオと直接対決する。
アイダさん
声 - 高橋李依
ムテキの憧れの人。アイドルを目指しているダイナーのウェイトレス。バーガーを注文してもソーダフロートを待ってくるなど間違う。DJと恋人同士の様ないい雰囲気になることがあり、傍にいるムテキをハラハラさせるが、両者とも相手に気があるわけではない。歌が上手く、歩いていた人々が足を止めて歌声に聞き惚れ、ムテキもお世辞ではなく「絶対に歌手になれる」と太鼓判を押したほど。
その正体は、オクティアンに憑依される前のセオが作った多目的型アンドロイド「A.I.D.A-3」。本来の外見は1話で登場したタコス店員アンドロイドとよく似たもので中身の出来もよくなかったが、セオに憑依したオクティアンが侵略計画の手駒とするためにより人間らしい外見と自我を与えた姿がアイダさんであった。更に、彼女が憧れとして抱く理想のアイドル像をオクティンクの技術力でイメージとして投影したもう一つの姿が「オーロラ」であり、事実上同一の存在である。
最終決戦ではセオの命令に従い、ムテキに別れを告げ、洗脳されたDJとともに「オーロラ」として世界の暗黒化を進める。それにより「アイダさん」としての人格は消滅するところだったが、洗脳から解けたDJと復活したムテキの友情の力でセオの支配から解放されて反旗を翻し、「オーロラ」ではなく「アイダさん」として最初で最後のライブを行い、オーロラとは逆の歌の力でネオ・サンフランシスコを復元・浄化していくが、裏切ったことでセオに用済みとされ、触手に貫かれ倒れてしまう。最後は、ムテキの腕の中でアイドルとしてステージに立つ夢が叶ったことを二人で喜び、ダイナーでのいつもの会話をもう一度交わしたあと、元のA.I.D.A-3の姿へと戻り機能を停止した。セオのコントロール下にあってもムテキのことは本心から好きだったらしく、彼に感謝を告げ、デートの記憶や貰った人形を最期まで大切に持ち続けていた。
最終決戦後のエピローグでは、元通りになったダイナーで彼女と瓜二つの容姿のウェイトレスが勤務しており、改心したセオにより修復された、あるいはネオ・サンフランシスコの復元・浄化とともに人として生まれ変わることができた可能性も示唆されている。

### オクティンク関係者
セオ・エイト
声 - 日野聡
本作品における悪の黒幕。世界のインフラ整備から街中のドーナッツ屋まで様々なサービスを提供している巨大IT企業・オクティンク（OctinQ）のCEO。国家予算級の個人資産を持ち、世界中から注目と尊敬を集めるスーパーカリスマエンジニア兼起業家でもあり、しばしばオクティンク社の新サービスについて自らプロモーションを行い、人々を魅了している。「グゥレイトォ！」や「エクセレントォ！」などクセの強い口調を使う。
オクティンクの本社はネオ・サンフランシスコにあり、市長であったオーウェン失踪後における事実上の統治者的存在となっているが、計画のためには強引な手段も辞さず、自由で多様性を尊ぶネオ・サンフランシスコの文化や人々のライフスタイルをオクティンク社のサービス一色に塗り替えようとしていることから、4兄妹を含めた一部の市民からは反発されている。
その正体は、地球人のエンジニア・セオに憑依して人格を乗っ取ったオクティアンと呼ばれる異星人で、本来のセオは緑色の髪だったが、憑依を受けた際に今の黒髪になり顔つきも変化した（第1話冒頭にて、A.I.D.A-3の視点で描写されている）。地球へ来た目的は自らが提唱する「ヒューマン・コンピューテーション理論」により黒墨化した人間をパーツとするスーパーコンピューターを用いて地球のみならず全宇宙を掌握することであり、その野望のためにオクティンクが提供する様々なサービスを介して市民に悪ダコ細胞を摂取させ、オーロラの曲で市民を黒墨へ変え街の暗黒化を進めていた。掌より衝撃波を放ったり、奥の手として背中から黒い触手を出し相手に突き刺すなど、生身でも高い戦闘能力を持つ。
自分の計画の障害になるムテキングについて、当初はそこまで気に留めておらず、5話でオーロラのパフォーマンスをパワーアップさせて敗北に追いやった。しかし、新曲を得てパワーアップしたムテキングに連敗し、ムテキングが市民の支持を得ていったことに怒ってついに本気を出し、オクティンク社の傍に建設した巨大塔を使って電波ジャックを行い、オーロラの歌を常にテレビで放送することでネオ・サンフランシスコの暗黒化を加速、さらにDJを捕らえて洗脳し、オーロラとコンビと組ませて全世界に電波を発信し、全世界をも暗黒化・支配しようと企んだ。
最終決戦ではオーロラ＝アイダさんの離反により暗黒化の手段を失ったかに見えたが、裏切ったアイダさんと邪魔をするヴィヴィを始末した後、黒墨の力で「ムテキング・ブラック」へと変貌。自らの手で世界の暗黒化を押し進めるが、ミラー・ムテキングとなったムテキとDJに敗北。さらにサラやジョージらが巨大塔を逆利用してミラー・ムテキングの映像を発信したことにより全世界が復元・浄化され、彼の野望は完全に打ち砕かれた。その後、ミラー・ムテキングの作り出したイメージ空間に取り込まれ自分が支配してきたネオ・サンフランシスコが元に戻っていく様に絶望するも、ムテキや市民達とともにネオ・サンフランシスコの音楽とダンスに触れたことで悪ダコ細胞が抜けていき、浄化・改心した。
ムテキング・ブラック
セオが大量の黒墨を纏って変身した「悪のムテキング」とも言うべき存在。黒を基調とした装甲で全身が覆われており、生身の部分は見えない。その容姿は地球人のセオがオクティアンに憑依された際にA.I.D.A-3が見た姿（第1話冒頭にも登場）と酷似している。
ムテキング同様にイメージ空間を作り出す能力を持ち、荒廃した闇の世界のようなイメージ空間の中で踊ることにより、オーロラを上回る暗黒化のパワーを発する。戦闘能力も強化されており、生身のセオ以上の衝撃波を手から放つこともできる。ムテキングを圧倒的に凌駕する力で世界の暗黒化を更に進行させるも、ミラー・ムテキングとのダンス対決に敗れ去る。
アン
声 - 米澤円
右腕的存在であるセオの秘書。セオ同様に黒服を着たクールな長髪の美女で、無表情で淡々とセオの司令を実行する。
最終決戦では、大勢のニンジャーズとともに巨大塔の最上階におり、そこへ辿り着いたサラたち一行と対峙。サラの合図で巨大塔の仕掛けを作動させて床を消し、ニンジャーズたちを一掃する。その正体はムテキとナオミの母であり、セオの計画を止めるためスパイとしてオクティンクへ潜り込んでいた。本来のヘアスタイルは短髪で、身分を隠すために長髪のウィッグで変装していたらしい。夫のオーウェンとはムテキが4歳のときに離婚しているが、巨大塔で再会した際には互いに嬉しそうにしていた。
ニンジャーズ
声 - 織江珠生（ニンジャーズ4号）、丸山智行（ニンジャーズ1号）
真っ黒な服装で紫色のサングラスをかけたセオの部下。「シャッ！（ジャッ！）」としか喋らない。黒墨から無数に生み出される人造生命体。
オーロラ
ネオ・サンフランシスコにおけるスーパーアーティストでオクティンク社が提供する様々なサービスのイメージガールも務めている。
正体は、前述の通りアイダさんのもう一つの人格で彼女から投影される映像の存在。セオによるネオ・サンフランシスコ暗黒化計画の鍵でもあり、彼女の曲に特殊な音波を加えることで人々を黒墨化している。ネオ・サンフランシスコ暗黒化計画の最終段階では、洗脳したDJの伴奏で強化した彼女の歌声をさらにオクティンク社から電波として発し、巨大塔によって増幅・拡散することでネオ・サンフランシスコのみならず全世界を暗黒化させようとしたが、洗脳から復活したDJとムテキの友情の力でアイダさんの人格がセオの支配から解放され、アイダさんと融合したった一度きりのライブを敢行する。
モンスター
オーロラの歌で人々が変化した黒墨から生まれる人造生命体。基本的なデザインは壺を持ったお化けのような姿だが、ナイトキャップを被っていたり、頭に鉢巻を巻いていたり、ウクレレを持っていたりと、個体によって細部が若干異なる。黒墨の回収が役割で、邪魔者に対しては墨を吐いて攻撃する。物語序盤のムテキングの相手であり、毎回彼のダンスで浄化され倒されていた。5話より登場した悪魔のような姿のモンスターは、それまでの個体と一線を画する強さで、ムテキングを二度も敗北させたが、7話で新曲を得てパワーアップしたムテキングによって倒された。その後も同じ姿のモンスターが現れるが、パワーアップ後のムテキングの相手ではなく登場するたびに全て敗れ去った。

### ムテキを取り巻く人々
ナオミ
声 - 田所あずさ
「真soQ迷Scoop in TV」というオカルトチャンネルを運営している女性。オカルトに熱意があるが、それが空回りする傾向がある。ネズミが苦手。
ムテキの姉であり、オカルトなレポートや第5話以降にネオ・サンフランシスコで起きた怪奇事件のレポートをしているが、実の弟であるムテキが街に来ているとは知らず、ムテキとは擦れ違うことが多い。
第8話ではセオの部下達に捕まり、オクティンクの地下にある牢屋に閉じ込められるがその時に失踪中と思われた実の父・オーウェンと再会する。
サラ
声 - 愛河里花子
ムテキの祖母で顔が広く、クラブではオールも余裕であるパーティー・ピープル。時折DJプレイもしている様子。DJとはナイトクラブで知り合い、自身の家に住まわせている。
単なる遊び人ではなく、裏の顔はネオ・サンフランシスコをオクティンク社の支配から守るために戦うレジスタンス組織のリーダーであり、DJ、Rankin’TVのレポーターのジョージ、ダイナー常連のトミーとマット、ステキングなども、彼女に集められたレジスタンス組織のメンバーであった。物語終盤でオクティンク社の活動が本格化した際、ジョージとともにヘリコプターで駆け付け、先に行動していた孫娘のナオミたちや、セオの秘書として潜入していた娘のアンと合流し、ミラー・ムテキングのダンスパワーを世界中に放送してサポートした。
父親の持ち物であったバッジを形見として大切に所持している。このバッジは前作『ムテキング』の主人公・遊木リンが所持していたものと同じデザインであり、明示されてはいないものの、彼の娘であることが示唆されている。
ヴィヴィ
声 - 興津和幸
ネオ・サンフランシスコの町はずれにあるゲームセンター「Pico Pico」で店長を務めているドラァグクイーン。ハルやサマー、アキ、ウィンターの4兄弟の母代わりでもある。選ばれし者だけに対しては「ヴィヴィ姉」を呼ぶことを許している。
本名はバスター・ボウディ（Buster Bowdy）といい、かつては野球チーム「エイリアンズ」の伝説のピッチャーだった。ケガの故障から引退した後もキングオブポップと呼ばれたシンガー「MCベイビー」として熱狂の渦にいた（幼い頃のムテキも、母や祖母と共に彼のステージを観ていた）が、ある出来事をきっかけにそれも引退し、人々から忘れ去られていった。
その正体はセオとともに地球侵略にやって来た異星人・オクティアンであるが、滞在している間に地球を愛するようになり、地球人とともに生きることを選んだ。また、同じく地球に滞在するオクティアンの血を引く男と出会い、謎のミラーボールとともに彼の息子たち（前述の4兄弟）を託され、保護し育てていた。しかし、それらをセオに知られて裏切者と見做され戦いとなり、ミラーボールの力で何とか退かせるも4兄弟をかばった際に呪いを受けてしまい、生命の危機にあることを明かしている。
セオが本格的にネオ・サンフランシスコの暗黒化を始めた際、刺し違えてでも彼を止めるために4兄弟と別れ、セオの元に向かう。その際、彼らの父親から託されていたミラーボールを「有事の際には4兄弟に渡すように」という言葉に従い、彼らに返している。ミラーボールに残された映像には、前作『ムテキング』にて「憎めない悪役」として登場したクロダコブラザーズが映っている（第10話）。
セオとの戦いで致命傷を負い、4兄弟が届けたミラーボールをムテキとDJへ託し力尽きる。最終決戦後はミラー・ムテキングが作り出したイメージ空間にて魂の状態で現れ、セオに自分の好きに生きるよう告げて消えていった。
4兄弟
ムテキの遊び友達であり、ヴィヴィの元に身を寄せる4人の兄妹。DJと同じオクティアンの末裔で、前作で最後に改心した悪役クロダコブラザーズの血を引いている。彼らの父親からミラーボールとともに身柄をヴィヴィに託され、彼を母親として慕っている。オクティンクが支配するネオ・サンフランシスコの現状を嫌いPico Pico内に引きこもっていたがヴィヴィの危機に立ち上がり、ヴィヴィより渡されたミラーボールの力でPico Pico地下に隠されていたUFOを起動させオクティンク本社へと乗り込む。セオとの戦いで瀕死になったヴィヴィをミラーボールの力で助けようとするが、ムテキとDJの危機を救うためにミラーボールを渡して力尽きたヴィヴィの最期を泣きながら看取った。
ハル
声 - 京雅
負けず嫌いな性格の4兄弟の長男。小柄で童顔。肌の色は薄緑。ゲームでは連射を武器とする。
サマー
声 - 木村隼人
優しくおおらかな性格の4兄弟の次男。長身で眼鏡をかけている。肌の色は薄青。特技はライド系ゲーム。
アキ
声 - 田中美海
おちゃめな性格をした4兄弟の長女。ぽっちゃり体型。肌の色は薄赤紫。ムテキに好意を抱いている。
ウィンター
声 - 西山宏太朗
周りの会話に入らずゲームばかりしているが、思いやりも持ち合わせている4兄弟の末っ子。長髪で肌の色は薄青紫。
ステキング
声 - KENN
いつも白い服を着ている端整な顔立ちの青年。スペイン語を交えた喋り方をしている。普段からトレンドの最先端にいて、ムテキたちとオクティンク社のイベントで出会うことが多い。DJとは面識もあり、ムテキと仲違いした直後のDJが彼にコンビ結成を持ち掛けているらしい場面をムテキが見てしまい、更に事態がこじれたこともある。このときDJからムテキングのものと似た白いヘルメットを貰っており、気に入ったのかその後も何度か被っている。
実はサラにより集められたオクティンクの反抗者のひとり。素性は不明だが悪ダコ細胞の影響を受けない体質で、街の暗黒化にも全く動じずマイペースを貫いている。最終決戦ではモーターボートに乗って単身オクティンク本社へ向かい、ナオミやオーウェンたちと合流して共に巨大塔へ乗り込む。実は格闘の達人でもあり、巨大塔内部では一行に襲いかかったニンジャーズを一掃する活躍を見せた。

### その他の登場人物
オーウェン・アームストロング
声 - 鈴村健一
ネオ・サンフランシスコの元市長。4兄弟を含めた市民からは「変わっているけど良い人だった」と慕われていたが、異星人襲来事件後に謎の失踪を起こす。
ムテキとナオミの父親であり、第8話にてセオによって囚われオクティンクの地下牢に監禁されていたことが判明する。その後はナオミやマットとともに地下牢を抜け出しサラ達と合流した。
マット
声 - 青山穣
アイダさんが働いているダイナーの常連客。短髪でスマート体型の中年男性。ヴィヴィの前身バスター・ボウディも所属していた人気野球チーム「エイリアンズ」のシャツを着ている。
常にトミーと一緒におり、彼から「マット兄ちゃん」と呼ばれているが、実の兄弟なのかは不明。
実はサラにより集められたオクティンクの反抗者のひとりで、トミーとともに常連客を装ってオクティンクの動きを見張っていた。最終決戦では、ダイナーが壊れた際に連れ去られてナオミとともにオクティンクの地下牢に閉じ込められていたが、オーウェンの手引で脱出し、トミーやステキングとも合流して巨大塔を止めるために行動する。
トミー
声 - 松山鷹志
ダイナーの常連客の1人。長髪でヒゲを生やした太めの体格の中年男性。人気アメフトチーム「フィフティ・ナイナーズ」のシャツを着ている。
実はサラにより集められたオクティンクの反抗者のひとりで、マットとともに常連客を装ってオクティンクの動きを見張っていた。最終決戦では、ダイナーが壊れた際に瓦礫の下敷きとなっていたがムテキに救出され、アイダさんやDJやマットが連れ去られたことをムテキに伝えた。その後、ゴムボートで単身海を渡ってオクティンク本社の近くの巨大塔へ行き、ナオミやマットらと合流。巨大塔の入り口が見つからず困っていたナオミたちに、事前に調べていた入り口の場所を伝える活躍？を見せた。
ジョージ
声 - 羽多野渉
「Rakin'TV」というチャンネルでMCを務める男性。
ランキング内で突如現れ大人気スターになったムテキングを追ってレポートをしている。
第8話ではネオ・サンフランシスコがセオに寄って支配されてしまい、レポートでは失望してムテキングに助けを求めて、レポートを休止。その後誰かに呼ばれてオクティンクの前に来ると呼びだした相手がサラであることが発覚する。
サラとは知り合いらしく、ともにネオ・サンフランシスコを取り戻す行動を開始した。
ねずみちゃん
声 - 愛河里花子
ピザ屋でチーズを盗んで店員に追いかけられていたところを、ムテキに助けられたネズミ。その後もたびたび登場する。物語終盤では、オクティンク社ビルに侵入したムテキを助けた。また、囚われの身となっていたオーウェンに飼われていたことも判明する。
ウェイトレス
声 - 高橋李依
最終回のエピローグに登場。元通りになったダイナーで勤務しており、アイダさんに容姿も声も瓜二つ。注文していないクリームソーダを出す癖も同じだが、アイダさんと同一人物かは名言されていない。

## スタッフ
- 原作 - タツノコプロ[24]
- キャラクター原案 - Utomaru[24]
- エグゼクティブディレクター - 笹川ひろし[24]
- 総監督 - 高橋良輔[24]
- 監督 - サトウユーゾー[24]
- 副監督・バトルダンスディレクター - 佐藤まさふみ[24]
- 3DCGディレクター - 乙部善弘[24]
- シリーズ構成 - 近藤祐次[24]
- メインキャラクターデザイン - 高橋裕一[24]
- キャラクター設定・総作画監督 - 瀬谷新二[24]
- プロップデザイン - 川石テツヤ
- ヒーロースーツデザイン - 中原れい
- 美術設定・美術監督 - 河野次郎
- 色彩設定 - 古谷恵
- 撮影監督 - 江上怜
- CGディレクター - 乙部善弘
- 編集 - 山岸歩奈実
- 音響監督 - 伊藤巧[24]
- 音楽 - 島崎貴光、増田武史[24]
- 音楽プロデューサー - 島崎貴光[24]
- 音楽制作 - ビクターエンタテインメント、スマイルカンパニー[24]
- チーフプロデューサー - 斎藤朋之、金岡英司、渡邉季之、宇田川純男
- プロデューサー - 福井康介、須藤研人、松永まり恵、金成雄文
- アニメーションプロデューサー - 武藤貴彦
- 制作 - タツノコプロ、手塚プロダクション[24]
- 製作 - タツノコプロ、MUTEKING製作委員会

## 主題歌

### オープニング・エンディング
「ラビリンス」
ORANGE RANGEによるオープニングテーマ。作詞・作曲・編曲はORANGE RANGE。
「希望の唄」
KALMAによるエンディングテーマ。作詞は畑山悠月とYMOK、作曲は畑山悠月、編曲はKALMA、石崎光。

### 挿入歌
「Ms.CONTROL」
Reolによる第1-3、6話挿入歌。作詞はReol、編曲はGiga、作曲は両者の共作。
オーロラが歌う楽曲として使用された。
「JASMINE」
吉田凜音による第1-4、6話挿入歌。作詞は宮嶋淳子、作曲・編曲はhisakuni。
オーロラが歌う楽曲として使用された。
「ローラーヒーロー・ムテキング-Version.2021-」
ムテキ（真白健太朗）、DJ（江口拓也）による第1-5話挿入歌。作詞は康珍化、作曲・編曲は渡辺宙明、コーラスは凛と島崎貴光。
ムテキングの初代戦闘曲として使用された。
「eternity」
Nazによる第5-6話挿入歌。作詞はNaz、作曲・編曲は江﨑文武。パフォーマンスをパワーアップしたオーロラが歌う楽曲として使用された。
「Super Hyper MUTEKI Buddy!」
ムテキ（真白健太朗）、DJ（江口拓也）による第7-8話挿入歌。作詞は近藤祐次、作曲はSANABAGUN、編曲はSANABAGUNと島崎貴光、コーラスは島崎貴光と越山基貴。
ムテキングの二代目戦闘曲として使用された。
「あの世のANTHEM ～天国と地獄～」
ORANGE RANGEによる第11話挿入歌。作詞・作曲・編曲はORANGE RANGE。
UFOでオクティンク社へ向かう4兄弟とニンジャーズとの戦闘シーンで使用された。
「空のうた」
アイダさん（高橋李依）による第11-12話挿入歌。作詞・作曲は矢野顕子、編曲は増田武史、コーラスは島崎貴光。
アイダさんが歌う楽曲や、ミラー・ムテキングのイメージ空間に流れる曲などとして使用された。

### 挿入曲
「Plastic Love -Guitar Chorus Mix-」
第1話挿入曲。作詞・作曲は竹内まりや、編曲は増田武史、コーラスは凛。
「ムテキンチェンジ!!」
第1、3-6話挿入曲。作曲ははやし・こば、編曲は島崎貴光。
「星空の孤独 -Player Piano Roll Mix-」
第2話挿入曲。作詞は阿久悠、作曲はロビー和田、編曲は島崎貴光。
「ローラーヒーロー・ムテキング」
第2-6話挿入曲。作詞は康珍化、作曲・編曲は渡辺宙明。
「LOVE SPACE-Guiter Chorus Mix-」
第4話挿入曲。作詞は吉田美奈子、作曲は山下達郎、編曲は増田武史、コーラスは凛と島崎貴光。
「星空の孤独 -Nostalgic Mix-」
第6話挿入曲。作詞は阿久悠、作曲はロビー和田、編曲は島崎貴光。
「MUTEKING BLACK THEME」
第11話挿入曲。作曲・編曲は上田剛士。

このほか、Nazがアーティストして参加するほか、上田剛士とSANABAGUN.が楽曲提供、矢野顕子が詞曲提供をすることが発表されている。

## 各話リスト
| 話数  | サブタイトル     | 脚本     | 絵コンテ                             | 演出                  | 作画監督                                                                           | 初放送日       |
| ----- | ---------------- | -------- | ------------------------------------ | --------------------- | ---------------------------------------------------------------------------------- | -------------- |
| Ep.01 | Muteking Begins  | 近藤祐次 | 渡辺葉 サトウユーゾー                | 渡辺葉 サトウユーゾー | 清水健一 松下純子 アラタハヤト 谷口繁則                                            | 2021年 10月3日 |
| Ep.02 | Brand-new Gadget | 近藤祐次 | オグロアキラ                         | 前園文夫              | Hwang Il-jin                                                                       | 10月10日       |
| Ep.03 | Rock and Rolling | 金杉弘子 | 西田正義                             | 山口頼房 佐藤まさふみ | Hwang Il-jin                                                                       | 10月17日       |
| Ep.04 | Chill Out Sunset | 新海岳人 | 西田正義                             | 又野弘道              | 金子匡邦 興村忠美 上杉遵史 清水健一 アラタハヤト                                   | 10月24日       |
| Ep.05 | Goodbye Park     | 金杉弘子 | オグロアキラ                         | 佐々木純人            | ZEAL VIZION 羽野広範 清水健一 アラタハヤト 松下純子 上杉遵史                       | 10月31日       |
| Ep.06 | Stand Alone      | 金杉弘子 | 西田正義                             | 前園文夫              | Hwang Il-jin アラタハヤト                                                          | 11月7日        |
| Ep.07 | Stage of Dreams  | 近藤祐次 | 川口敬一郎                           | 又野弘道              | 龍光 明光 毛応星 西島圭祐 上杉遵史 金子匡邦 清水健一 松下純子                      | 11月14日       |
| Ep.08 | Muteki Mode      | 金杉弘子 | オグロアキラ                         | 山口頼房 佐々木純人   | Hwang Il-jin アラタハヤト                                                          | 11月21日       |
| Ep.09 | In the Dark      | 金杉弘子 | 横内一樹                             | 横内一樹              | ふたふさ アラタハヤト 西島圭祐 申榮淳 福江光恵 興村忠美 清水健一 上杉遵史 松下純子 | 11月28日       |
| Ep.10 | Sweet Memories   | 近藤祐次 | 徳野雄士                             | 徳野雄士              | Hwang Il-jin アラタハヤト                                                          | 12月5日        |
| Ep.11 | Heartbreak       | 近藤祐次 | 又野弘道                             | 又野弘道              | Hwang Il-jin 劉泉 高瀬ゆり子 上杉遵史 福江光恵 松下純子 アラタハヤト               | 12月12日       |
| Ep.12 | The Dancing Hero | 近藤祐次 | 横内一樹 佐藤まさふみ サトウユーゾー | 前園文夫 佐藤まさふみ | Hwang Il-jin アラタハヤト                                                          | 12月19日       |

## 放送局
| 放送期間                                                                                                  | 放送時間                     | 放送局     | 対象地域 | 備考                                            |
| --- | ---------------------------- | ---------- | -------- | ----------------------------------------------- |
| 2021年10月3日 - 12月19日                                                                                  | 日曜 1:26 - 1:56（土曜深夜） | テレビ大阪 | 大阪府   | 製作参加                                        |
| | 日曜 1:55 - 2:25（土曜深夜） | テレビ愛知 | 愛知県   | 製作参加                                        |
| | 日曜 23:30 - 月曜 0:00       | TOKYO MX   | 東京都   | 製作参加 / リピート放送あり                     |
| |                              | BS日テレ   | 日本全域 | 製作参加 / BS/BS4K放送 / 『アニメにむちゅ〜』枠 |
| 2021年10月6日 - 12月22日                                                                                  | 水曜 23:30 - 木曜 0:00       | AT-X       | 日本全域 | CS放送 / 字幕放送 / リピート放送あり            |
| テレビ大阪・TOKYO MX・AT-Xでは本放送前週に特別番組『MUTEKING THE Dancing HERO放送直前スペシャル』が放送。 |                              |            |          |                                                 |

| 配信開始日    | 配信時間               | 配信サイト |
| ------------- | ---------------------- | --- |
| 2021年10月4日 | 月曜 0:00 更新         | Amazon Prime Video dアニメストア （本店・ニコニコ支店・for Prime Video） FOD Hulu J:COMオンデマンド milplus TELASA U-NEXT アニメ放題 アニメカ バンダイチャンネル ひかりTV ABEMA GYAO! Locipo TVer DMM.com Google Play GYAO!ストア music.jp Rakuten TV ニコニコチャンネル ビデオマーケット |
|               | 月曜 10:00 更新        | ビデックスJP |
|               | 月曜 12:00 更新        | ふらっと動画 |
|               | 月曜 18:00 更新        | dTV |
|               | 月曜 19:00 更新        | TSUTAYA TV |
|               | 月曜 23:30 - 火曜 0:00 | ニコニコ生放送 |
| 2021年10月7日 | 木曜 12:00 更新        | HAPPY!動画 |

## BD / DVD
| 巻 | 発売日         | 収録話          | 規格品番   | 規格品番   |
| 巻 | 発売日         | 収録話          | BD         | DVD        |
| -- | -------------- | --------------- | ---------- | ---------- |
| 1  | 2021年12月15日 | 第1話 - 第3話   | PCXP-50871 | PCBP-54561 |
| 2  | 2022年1月19日  | 第4話 - 第6話   | PCXP-50872 | PCBP-54562 |
| 3  | 2022年2月16日  | 第7話 - 第9話   | PCXP-50873 | PCBP-54563 |
| 4  | 2022年3月16日  | 第10話 - 第12話 | PCXP-50874 | PCBP-54564 |